# Cataglyphis hispanica
Cataglyphis hispanica es una especie de hormigas endémicas de la península ibérica (España y Portugal).